# Leszno Małe
Leszno Małe (deutsch Leschno, Forst, 1938 bis 1939 Klein Leschno, 1939 bis 1945 Leschnau, Forst) ist ein Ort in der polnischen Woiwodschaft Ermland-Masuren. Er gehört zur Gmina Barczewo (Stadt- und Landgemeinde Wartenburg i. Ostpr.) im Powiat Olsztyński (Kreis Allenstein).

## Geographische Lage
Leszno Małe liegt am Südwestufer des Rohr-Sees (polnisch Jezioro Pieczysko) im Westen der Woiwodschaft Ermland-Masuren, 26 Kilometer östlich der Kreis- und Woiwodschaftshauptstadt Olsztyn (deutsch Allenstein).

## Geschichte
Vor 1945 war Leschno eine zum Staatsforst Purden gehörende Försterei. Am 21. Januar 1852 fand der kleine Ort als „königliches Waldetablissement“ Erwähnung, bei der Volkszählung am 3. Dezember 1861 wurden drei Wohnhäuser bei acht Einwohnern genannt.
Als Gutsbezirk kam Leschno Forst 1874 zum Amtsbezirk Bartelsdorf (polnisch Bartołty Wielkie) im ostpreußischen Kreis Allenstein, und etwa 1929 wurde die Försterei in die Landgemeinde Groß Leschno (1938 bis 1945 Leschnau genannt, polnisch Leszno) eingegliedert. 1938 benannte man Leschno, Forst in „Klein Leschno“ um, korrigierte den Beschluss jedoch ein Jahr später und nannte den kleinen Ort „Leschnau, Försterei“.
Als 1945 in Kriegsfolge das gesamte südliche Ostpreußen an Polen fiel, erhielt die Försterei Leschnau die polnische Namensform „Leszno Małe“. Heute ist die Waldsiedlung (polnisch Osada leśna) eine Ortschaft innerhalb der Stadt- und Landgemeinde Barczewo (Wartenburg i. Ostpr.) im Powiat Olsztyński (Kreis Allenstein), von 1975 bis 1998 der Woiwodschaft Olsztyn, seither der Woiwodschaft Ermland-Masuren zugehörig.

## Kirche
Bis 1945 war die Försterei Leschno resp. Leschnau in die evangelische Kirche Bischofsburg (polnisch Biskupiec) in der Kirchenprovinz Ostpreußen der Kirche der Altpreußischen Union, außerdem in die römisch-katholische Kirche Groß Bartelsdorf (polnisch Bartołty Wielkie) eingepfarrt.
Zur Kirche Bartołty Wielkie – jetzt im Erzbistum Ermland gelegen – gehört Leszno Małe katholischerseits auch heute. Evangelischerseits ist der Ort auch noch zur Kirche in Biskupiec hin orientiert, die nun der Diözese Masuren der Evangelisch-Augsburgischen Kirche in Polen zugeordnet ist.

## Verkehr
Leszno Małe ist von den Nachbarorten Bartołty Wielkie (Groß Bartelsdorf) und Leszno (Groß Leschno, 1938 bis 1945 Leschnau) aus auf Nebenstraßen zu erreichen. Eine Bahnanbindung besteht nicht.